# Clotardo Dendi
Clotardo Raúl Dendi (Asunción, 26 maggio 1906 – ...) è stato un calciatore paraguaiano naturalizzato uruguaiano, di ruolo attaccante.

## Caratteristiche tecniche
Giocava come centravanti.

## Carriera

### Club
Nato in Paraguay ma trasferitosi molto giovane a Montevideo, in Uruguay, con la famiglia, in tale paese giocò con il Montevideo Wanderers. Si trasferì poi in Argentina: dapprima firmò per il San Lorenzo di Buenos Aires, con cui giocò un solo incontro, il 14 giugno contro il River Plate. Passò poi al Gimnasia di La Plata: registrò due presenze, debuttando il 2 agosto contro l'Independiente e venendo schierato il 9 agosto contro il Platense. Nel 1932 fu ceduto al Lanús: di questa formazione divenne il centravanti titolare. Giocò 56 gare in massima serie, segnando 30 reti; lasciò il club prima della fusione con il Talleres de Remedios de Escalada che originò, nel 1934, l'Unión Talleres-Lanús. Nel 1933, quindi, passò al River Plate, dove trovò meno spazio: assommò due presenze, entrambe nella stagione 1934. Nel 1935 giocò per l'ultima volta in Primera División, con l'Atlanta; con i giallo-blu scese in campo 9 volte. Nel 1936 tornò a giocare in Uruguay.